# Ziegelroter Risspilz
Der Ziegelrote Risspilz oder Mai-Risspilz (Inosperma erubescens Syn. Inocybe erubescens, I. patouillardii) ist eine Pilzart aus der Familie der Risspilzverwandten (Inocybaceae). Er gehört zu den gefährlichen Giftpilzen.

## Merkmale

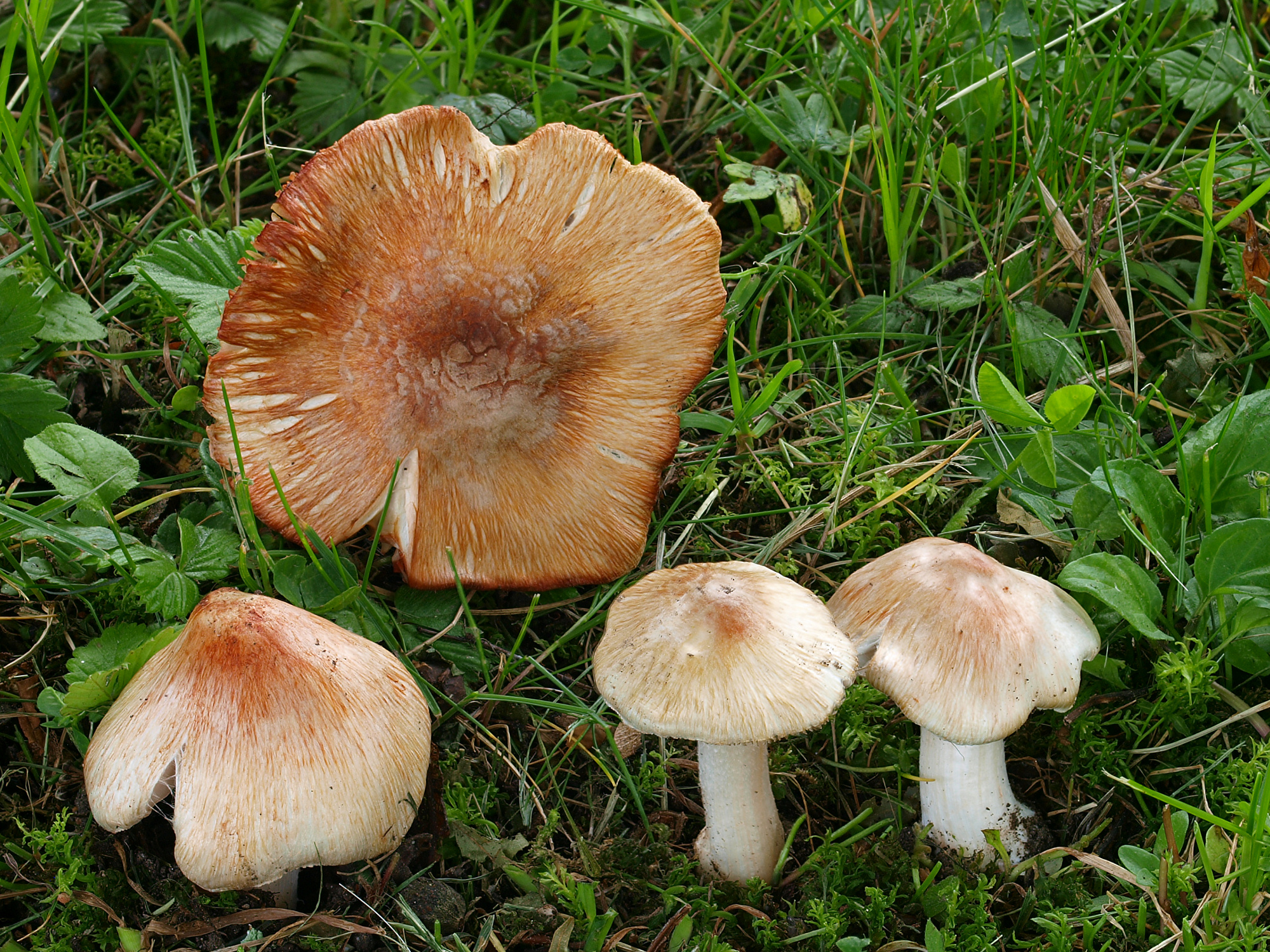
Ziegelroter Risspilz

### Makroskopische Merkmale
Der Hut ist 2,5–8 cm breit, kegelig-gebuckelt, mit radialen Fasern. Der junge Pilz weist einen geschlossenen glockenförmigen Hut auf, dieser öffnet sich mit zunehmendem Alter und wird gelbbraun. Beim Aufschirmen reißt der Hut ein. Besonders bei trockenem Wetter und mit zunehmendem Alter verfärbt sich der Hut ziegelrot. Die Lamellen sind weißlich bis rötlich später olivbraun, relativ eng zusammen stehend und ausgebuchtet am Stiel angewachsen. Die Lamellenschneiden sind blass. Das Sporenpulver ist dunkelbraun. Der Stiel ist 4–6 cm lang, bis zu 1 cm breit, dünn, jung weiß, alt ziegelrot anlaufend, hutfarben, rotbraun faserig. Das Fleisch ist weißlich, rot verfärbend. Der Geruch ist im jungen Zustand obstartig, wird im Alter zunehmend dumpfsüßlich bis spermatisch.

### Mikroskopische Merkmale
Die Sporen sind 9 bis 14 × 5 bis 87 Mikrometer groß und leicht nierenförmig.

## Artabgrenzung
Am ehesten kann der Ziegelrote Risspilz mit dem ähnlich aussehenden, essbaren Maipilz (Calocybe gambosa) verwechselt werden, weil sich auch die Erscheinungszeiten überschneiden. Wichtigstes Unterscheidungsmerkmal ist der stark mehlige Geruch des Mairitterlings. Außerdem rötet dieser nicht, ist deutlich dickfleischiger, hat weißes Sporenpulver und weiße Lamellen und keinen längsfaserig aufreißenden Hut.

## Ökologie und Phänologie
Der Ziegelrote Risspilz tritt in tiefen Lagen, selten über 500 Meter Höhe, auf. Vor allem erscheint er in Parkanlagen, unter Gebüsch und in Rasenflächen auf kalkhaltigen Böden vor allem bei Buchen und Linden von Ende Mai bis Anfang Juli.

## Bedeutung
Der Ziegelrote Risspilz zeichnet sich durch einen recht hohen Gehalt an dem giftigen Alkaloid Muscarin – 0,037 % – aus, dies kann aber abhängig von Standort variieren. Die tödliche Giftmenge ist je nach Muscaringehalt in 40 bis 500 Gramm Frischpilz enthalten. Die Letalität beträgt 7,9 %. Die Symptome einer Vergiftung mit dem Ziegelroten Risspilz treten meist innerhalb weniger Minuten bis zwei Stunden nach der Aufnahme ein. Die Symptome entsprechen dem Muskarin-Syndrom.

## Systematik
Die Art war früher ein bekannter Vertreter der Risspilze (Inocybe). 2019 wurde er jedoch, zusammen mit verwandten Arten, in die Gattung Inosperma ausgegliedert. In dieser Gattung befinden sich Arten ohne Pleurozystiden, mit rundlich ellipsoiden, glatten Sporen und dünnwandigen Cheilozystiden ohne Kristallschopf.